# Martin Hilský
Martin Hilský (* 8. dubna 1943 Praha) je emeritní profesor anglické literatury na Filozofické fakultě Univerzity Karlovy a Filozofické fakultě Jihočeské univerzity v Českých Budějovicích, překladatel z angličtiny, shakespearolog a manžel české překladatelky Kateřiny Hilské. K řadě knih napsal předmluvy nebo doslovy.
V roce 2001 byl za zásluhy o šíření anglické literatury v Česku jmenován čestným členem Řádu britského impéria. 28. října 2011 jej prezident republiky Václav Klaus vyznamenal medailí Za zásluhy o stát v oblasti kultury a školství. Den předtím obdržel z rukou ministra kultury Státní cenu za překladatelské dílo. V roce 2015 získal hlavní Národní cenu projektu Česká hlava za překlad kompletního díla Williama Shakespeara do češtiny.

## Osobní život
Narodil se v Praze roku 1943 do rodiny architekta Václava Hilského a japanoložky Vlasty Hilské, která původně vystudovala anglistiku. Jejím prvním manželem byl sinolog Jaroslav Průšek. Má o pět let mladší sestru Kristinu, která se v roce 1973 provdala za Angličana a od roku 1974 žije v Birminghamu ve Spojeném království. Je ženatý s překladatelkou Kateřinou Hilskou. Mají spolu syny Kryštofa a Ondřeje a dceru Veroniku.
Již od dětství měl vztah k anglickému jazyku, kdy navštěvoval anglickou školku a v útlém věku začal číst anglické knihy v originále. Roku 1960 maturoval na gymnáziu, poté pokračoval na Filozofické fakultě Univerzity Karlovy (FF UK) studiem kombinace oborů anglický jazyk–čeština. V průběhu studia opustil češtinu a přešel na hispanistiku, kterou absolvoval v roce 1966, o rok dříve zakončil anglistiku (diplomová práce na téma struktury Sternova Tristrama Shandyho). Od druhého ročníku vysokoškolského studia tlumočil pro ministerstvo kultury. Po promoci nastoupil na katedru anglistiky FF UK. V květnu roku 1968 vyhrál konkurz na roční doktorandské studium na Oxfordské univerzitě, v pozici mladšího vědeckého pracovníka v Linacre College. Po srpnu 1968 roční stáž uskutečnil.
Po návratu z Oxfordu se vrátil na pracoviště FF UK, kde se po roce 1970 katedra anglistiky stala jen oddělením katedry germanistiky. Vedle práce na akademické půdě začal od roku 1973 překládat, psát lektorské posudky, předmluvy a doslovy knih pro nakladatelství Odeon. První překlad Williama Shakespeara učinil v roce 1983, jednalo se o Sen noci svatojánské. Jeho překlady byly uvedeny ve více než sto premiérách v českých divadlech. Národní divadlo v Praze uvedlo k roku 2010 osmnáct jeho překladů divadelních her.

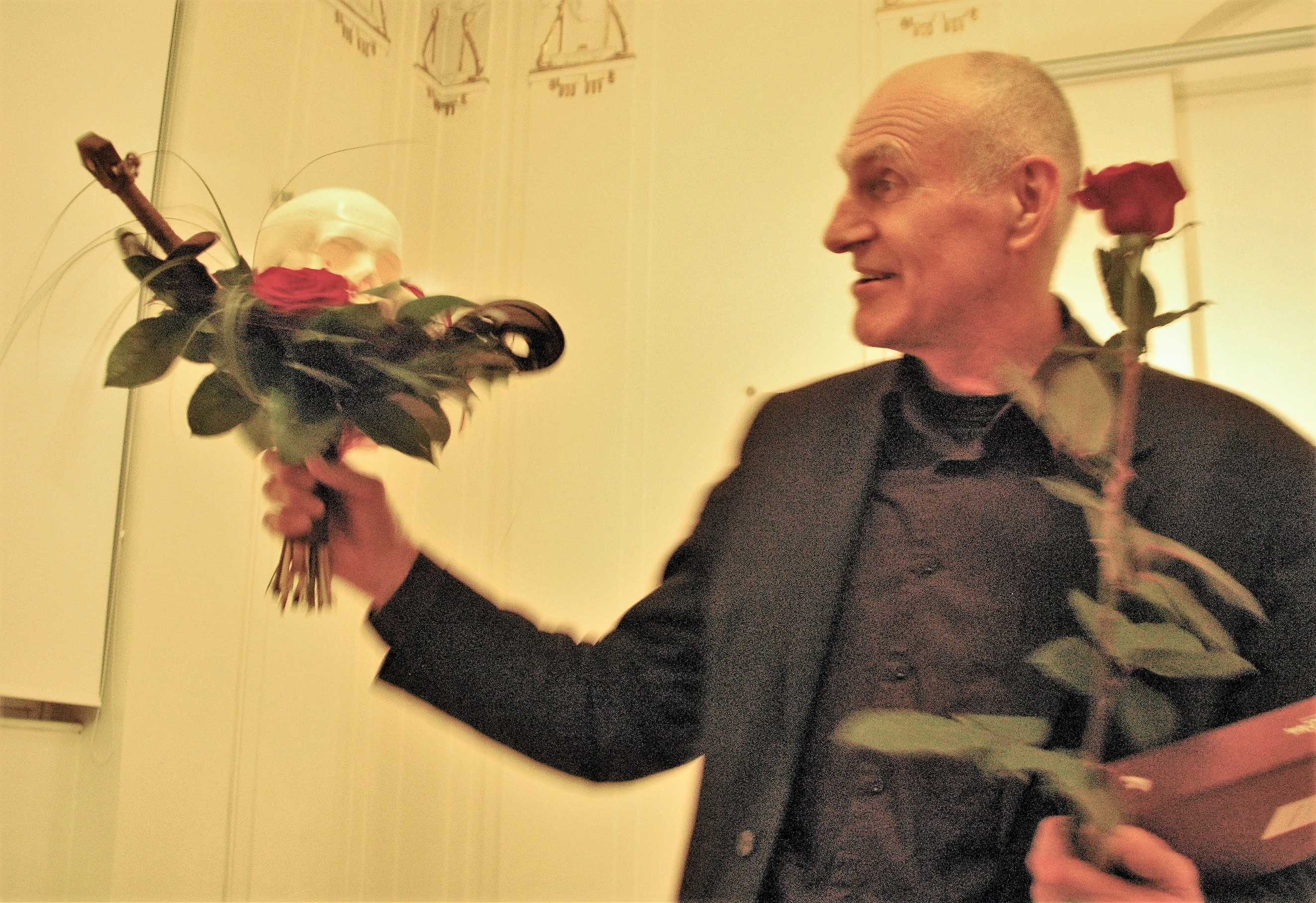
Profesor Hilský při autorském čtení v Muzeu umění a designu Benešov

V letech 1989 až 1998 byl ředitelem Ústavu anglistiky a amerikanistiky na Filozofické fakultě UK.
Od roku 2010 působí na Filozofické fakultě Jihočeské univerzity v Českých Budějovicích. Zde vede semináře k anglické literatuře a každý týden přednáší na shakespearovská témata.
Každé dva roky je zván na konferenci do Stratfordu nad Avonou, kde se setkávají významní vědci z celého světa zabývající se dílem Shakespeara.

## Literární dílo

### Překlady
- Herbert Ernest Bates: Poupata odkvétají v máji
- Jack Cope: Bezpečné místo
- Thomas Stearns Eliot: O básnictví a básnících (výbor z Eliotovy esejistiky)
- James Gordon Farrell: Nepokoje
- Ring Lardner: Hnízdečko lásky
- David Herbert Lawrence: Stíny jara a jiné povídky, Ženy milující
- Thomas Nicholas Scortia: Prométheus v plamenech (s Kateřinou Hilskou)
- Peter Shaffer: Amadeus
- William Shakespeare: Hamlet, Jak se vám líbí, Král Lear, Macbeth, Marná lásky snaha, Othello, Sen noci svatojánské, Sonety, Večer tříkrálový atd. M. Hilský přeložil do češtiny celé dílo W. Shakespeara
- John Steinbeck: Na plechárně, Pláň Tortilla
- John Millington Synge: Hrdina západu
- John Milton – Ztracený ráj (vyjde v nakladatelství Academia)

### Monografie
- Shakespearova Anglie: Portrét doby, Praha: Academia, 2020, ISBN 978-80-200-3168-6

### Předmluvy a doslovy
- Kniha mládí, samoty a lásky, předmluva ke knize Sherwood Anderson:Městečko v Ohiu, Odeon, Světová četba, svazek 469, Praha 1976
- Westovo panoptikum amerických snů, předmluva ke knize Nathanael West: Přítelkyně osamělých srdcí a Den Kobylek, Odeon, Světová četba, svazek 514, Praha 1982, sbírka povídek od Edgara Allana Poea

### Ukázka překladatelské činnosti
Překlad W. Shakespeare: Sonet 146, Martin Hilský.
| „                                                                                              | Sonet 146 je zvláštní tím, že je to rozhovor s vlastní duší, připomínající středověké debaty duše a těla. Takové téma je v knize Shakespearových sonetů zcela výjimečné, vlastně ojedinělé. | “ |
| — Martin Hilský, Máš před sebou všechny mé cesty. (nakl. Lidové noviny, Praha 2008, s.118-119) | |   |

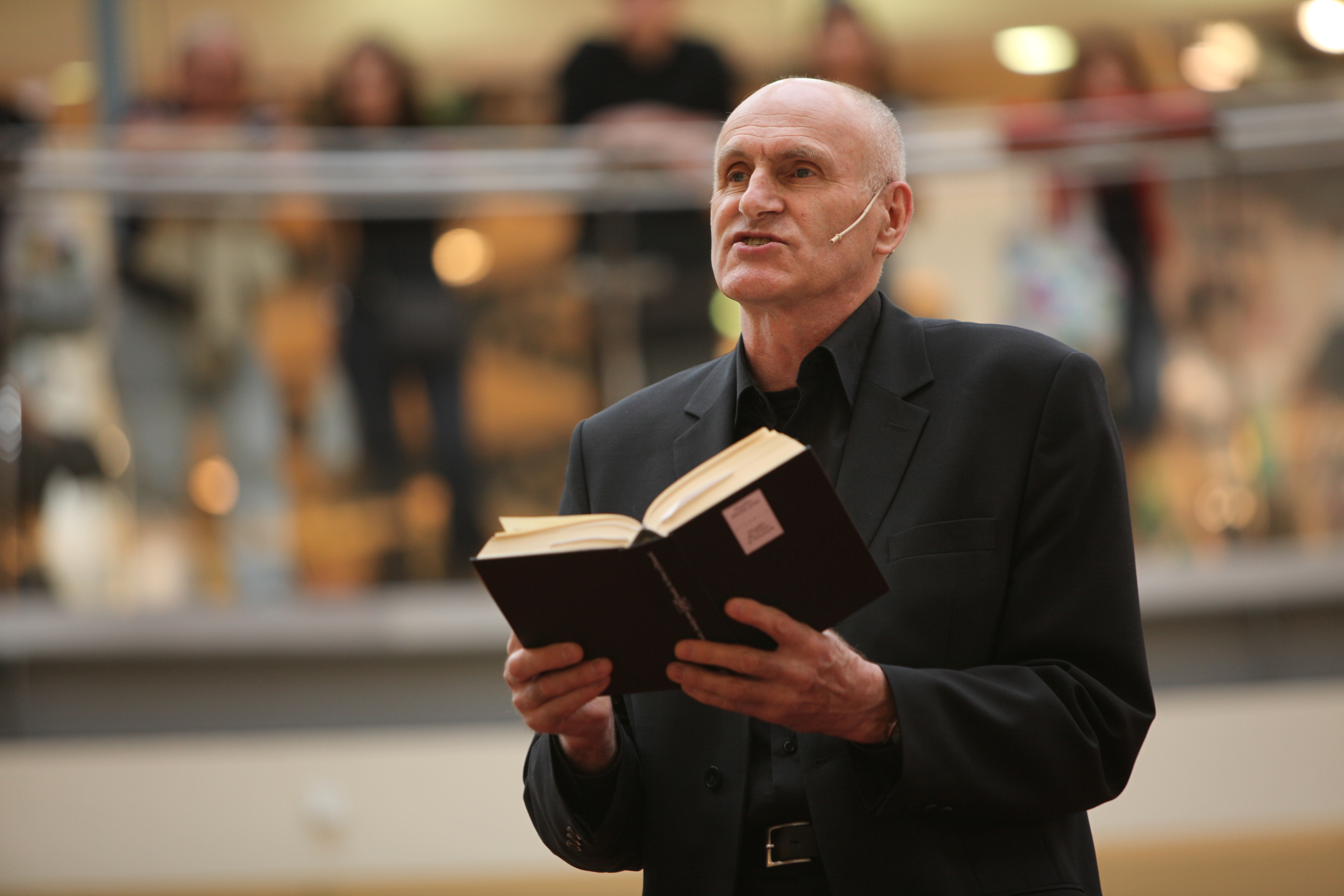
Martin Hilský při autorském čtení

| Sonet 146 William Shakespeare Ubohá duše, v hříšném těle vězíš, tělesné pudy se v něm vzpurně sváří, proč uvnitř zmíráš, hladovíš jak v cele, tvůj zevnějšek však nádherou jen září? K čemu ten lesk, když zajde v krátké době? Proč pouhá schránka má tě tolik stát? Pro radost červů, co ji pozřou v hrobě? Pro ně se pachtíš? Jim chceš všechno dát? Hleď z nouze těla udělat svou ctnost, čím ono schází, v tom zkus najít lék, pozemskou bídu vyměň za věčnost, bohatá uvnitř, chudá navenek. Ze Smrti žij, co ze života žije, smrt Smrti navždy smrtelnost z nás smyje. |

## Ocenění
- 1992 – prémie Ceny Josefa Jungmanna, za překlad Zimní pohádky Williama Shakespeara,
- 1997 – Cena Josefa Jungmanna, za překlad Shakespearových Sonetů,
- 2001 – Řád britského impéria , za zásluhy o šíření anglické literatury v Česku,
- 2002 – Cena Toma Stopparda, za překlady a interpretaci Shakespearova díla,
- 2002 – Výroční cena Nadace Českého literárního fondu, za rozhlasový pořad o Shakespearových Sonetech,
- 2008 – Ostravská univerzita, čestný doktorát v oboru anglická literatura,[3]
- 2011 – Státní cena za překladatelské dílo[4]
- 2011 – medaile Za zásluhy  II. stupeň, o stát v oblasti kultury a školství.
- 2012 – Medaile Učené společnosti České republiky za „aktivity vědecké, překladatelské a učitelské“.[5]
- 2012 – uveden do Síně slávy v rámci Ceny Josefa Jungmanna u příležitosti souborného vydání překladů Shakespearova díla
- 2015 – Národní cena projektu Česká hlava
- 2022 – Čestné uznání Mensy ČR
- 2023 - Ambasador České republiky, CzechTop100